# Circus Mircus
Circus Mircus (en géorgien : ცირკუს მირკუსი) est un groupe de rock progressif géorgien fondé en 2020.

Avec leur chanson Lock me In, ils représentent la Géorgie au Concours Eurovision de la chanson 2022, à Turin en Italie.

## Histoire
Le groupe est formé fin 2020 à Tbilissi, lorsque trois étudiants d'une académie de cirque locale décident d'abandonner leur formation pour former un groupe.

La Radio télévision publique géorgienne annonce le 14 novembre 2021 avoir sélectionné le groupe en interne afin de représenter le pays au Concours Eurovision de la chanson 2022. Leur chanson, intitulée Lock me In, sort le 9 mars 2022.

### À l'Eurovision
Le groupe participera à la seconde demi-finale et passera sur scène en cinquième position (parmi les dix-huit participants). En cas de qualification, il participera également à la finale du samedi 14 mai.

## Membres
Tous les membres sont anonymes et portent des pseudonymes. Malgré cela, plusieurs rumeurs courent à propos de leurs identités réelles. Ainsi, le nom des Young Georgian Lolitaz, représentants géorgiens lors de l'édition 2016, est souvent évoqué.
- Damocles Stavriadis
- Igor Von Lichtenstein
- Bavonc Gevorkyan
- Iago Waitman

## Discographie
- 2020 − The Ode to the Bishkek Stone
- 2021 − Semi-Pro
- 2021 − Better Late
- 2021 − Weather Support
- 2021 − Rocha
- 2021 − 23:34
- 2021 − Musicien
- 2022 − Lock me In